# هوشنگ عطاریان
هوشنگ عطاریان (زاده ۱۳۲۰ در همدان – درگذشته ۶ اسفند ۱۳۶۲ در تهران) سرهنگ نیروی زمینی ارتش جمهوری اسلامی ایران در جنگ ایران و عراق و فرمانده قرارگاه عملیاتی آن نیرو در غرب کشور بود. وی به اتهام عضویت در حزب توده ایران در اردیبهشت ۱۳۶۲ دستگیر و در اسفند ۱۳۶۲ اعدام شد.
در میان واحدهای نیروی زمینی ارتش ایران در هفته اول حمله عراق به ایران، تنها ارتش ایران در جبهه غرب کشور به فرماندهی سرهنگ هوشنگ عطاریان بود که با اتخاذ و تاکتیک عملیاتی ضد حمله در روز هشتم از شروع جنگ توانست ارتش عراق را از خاک ایران بیرون نمایند.  در گزارش جنگی جمهوری اسلامی در آن ایام آمده‌است: «بعد از ظهر امروز سرهنگ عطاریان قصر شیرین را باز پس ستاند و در جبهه غرب کشور ۸۰ تانک دشمن را نابود کردند و نیروهای ما رادیو و تلویزیون را باز پس گرفتند».
پس از اعدام سرهنگ عطاریان فرمانده نظامی در جبهه جنگ با عراق، به اتهام عضویت در سازمان مخفی حزب توده و جاسوسی، سرهنگ عبدالحسین مفید، جایگزین وی شد.
حسین الله‌کرم ادعا می‌کند در سال ۱۳۶۰، عطاریان عامل توزیع فشنگ‌های اشتباهی در میان نیروهای ایرانی در جبههٔ مطلع الفجر بوده‌است. در آن دوران وی یکی از فرماندهان عالی‌رتبه جنگ، فرمانده جبهه غرب و مشاور ویژه وزیر دفاع به‌شمار می‌آمد، که با اتخاذ و تاکتیک عملیاتی ضدحمله در روز هشتم از شروع جنگ توانست ارتش عراق را از خاک ایران بیرون نمایند.

دو دهه بعد هاشمی رفسنجانی در مصاحبه با روزنامهٔ همشهری گفت:
یک کار ضد دیپلماتیک در مورد شوروی انجام شد که شاید هم لازم بود و آن، برخورد با حزب توده و دستگیری سران آن بود. این کار با تبلیغات گسترده همراه شد و به دنبال آن، روابط ما با شوروی مشکل شد. اگر آن کار را نمی‌کردیم، بهتر بود. ما حزب توده را زیر نظر داشتیم. من برای این حرف که آنها به فکر کودتا بودند، دلیلی پیدا نکردم، البته به نفع شوروی فعالیت‌هایی داشتند.